# Il mio uomo perfetto
Il mio uomo perfetto è un film commedia del 2018 diretto da Nilo Sciarrone, con protagonisti Nancy Coppola e Francesco Testi.
È il primo film della cantante Nancy.

## Trama
Antonietta Russo è una giovane barista napoletana in cerca dell'uomo della sua vita, qualcuno che la faccia vivere nell'agio e la liberi dalla sua poco gratificante quotidianità. Ogni giorno osserva i comportamenti dei clienti del bar, tra cui un brillante manager d'azienda, Fabio, e un giovane operaio, Federico, per cercare di capire chi sarà il suo uomo ideale.
Federico la attende ogni giorno fino alla chiusura chiedendole di uscire, finché la ragazza accetta. Pur trovandosi in sintonia con l'uomo, però, sente che cerca qualcosa in più. La sua vita sembra cambiare quando Fabio, nella cui azienda porta ogni giorno il caffè, la invita a uscire. Assistita dal collega Mariano e dall'amica parrucchiera Patrizia, cerca in ogni modo di mostrarsi all'altezza di un uomo così ricco e affascinante, che la colma di regali e la introduce nella buona società.
Ad una festa scopre Fabio a letto  con Patrizia: il suo sogno si spezza e Antonietta dispera di poter trovare il suo uomo. Federico prova con dolcezza a capire il motivo della sua tristezza, ma Antonietta gli ribadisce che, pur sentendosene attratta, vuole un uomo perfetto. Federico prima, i genitori della ragazza poi, le spiegano che l'uomo perfetto non esiste. Antonietta comprende di dover  amare Federico così com'è, e poco dopo apprende che questi nell'azienda ha rilevato Fabio, licenziato per delle foto che lo immortalavano in atteggiamenti intimi con diverse ragazze. Sette anni più tardi, Federico e Antonietta sono sposati e hanno un figlio. La giovane ha fatto anche fortuna, vincendo 100.000 euro in un concorso per barman.

## Produzione
Inizialmente il film doveva intitolarsi Ragazza madre, ma il titolo venne modificato dopo la partecipazione di Nancy Coppola ad un reality su Canale 5.
Le riprese si sono svolte a Napoli durante l'estate del 2017.

## Distribuzione
La pellicola è uscita in 30 sale cinematografiche italiane il 15 marzo 2018, distribuito da Evo Films.